# Кизический Введенский монастырь
Кизи́ческий Введе́нский монасты́рь (Свято-Введенский мужской монастырь, Кизический мужской монастырь, тат. Кизисә Керү кәшишханәсе, Kizisä Kerü käşişxänäse) — действующий православный мужской монастырь в городе Казани, основанный в 1691 году. От него происходит название Кизической слободы и дамбы через реку Казанку. Местные празднества в монастыре совершались 29 апреля (12 мая по новому стилю) в день памяти девяти мучеников Кизических и 25 июня (8 июля) в день встречи Смоленской Седмиозерной иконы Божией Матери.

## История
Начиная с рубежа XVIII—XIX веков в консисторию поступали регулярные отчёты монастыря, которые сейчас являются главными источниками по истории монастыря и составляют фонд № 4 Национального архива Республики Татарстан (НАРТ). В этом архиве есть и специальный фонд (НА РТ, ф. 114), содержащий документы, относящиеся к Кизическому монастырю. Подробную историю монастыря составил к его 200-летию архиепископ Никанор (Каменский). В 1917 году, незадолго до разрушения ансамбля, профессиональное описание монастырского комплекса оставил казанский краевед, искусствовед и историк Пётр Дульский в книге «Зилант и Кизицы».
Кизический Введенский монастырь основан в 1687—1691 годах митрополитом Казанским Адрианом, впоследствии (1690) Патриархом всея Руси. В отчёте в консисторию от 1782 года об основании монастыря говорится, что Кизический монастырь построен патриархом Адрианом «иждивением его патриаршим да Преосвященных Митрополитов Корнилия Новгородского и Великолуцкого да Илариона Псковского и Изборского».
В Казанском крае монастырь часто именовался лаврой, возможно, это связано с тем, что он был основан самим патриархом.

### XVII век
Главной святыней монастыря были мощи св. мучеников кизических, присланные патриархом Адрианом через два года после основания и хранившиеся в серебряном семифунтовом ковчежце, и чудотворная икона св. мучеников кизических.
В 1645 г. митрополит Кизика, города в Малой Азии, где в 3 веке за Христа были замучены девять христиан, Анемподист направил в дар русскому государю Михаилу Феодоровичу мощи этих девяти мучеников. В 1693 г. патриарх Адриан отправил частицы мощей в казанскую Кизическую обитель и в 1694 г. направил грамоту митрополиту Казанскому Маркеллу, предписывая выносить икону мучеников с их мощами в дни встречи Смоленского Седмиезерного образа и вместе с этим образом обносить по храмам и домам города.
Святые мученики кизические почитались как целители от лихорадки, и прибытие их мощей, в честь которых и был назван монастырь, связано с эпидемией лихорадки — «трясавичные болезни», потрясшей казанский край в конце 17 века. Кизический монастырь был основан на том месте, где в 1654 году, в 3 верстах от города, во время эпидемии моровой язвы (бубонной чумы) казанцы встретили крестный ход с чудотворной Смоленской Седмиеезерной иконой Богородицы из Седмиеезерной пустыни, тогда же для иконы соорудили деревянную часовню.
Патриарх Адриан через Стефана Сахарова также прислал в монастырь икону Кизической Богородицы, которую владыка Никанор датировал 17 веком по стилю письма. Этот образ относится к тому ряду Богородичных икон, где присутствует тема страданий и искупительной смерти Христа.

### XVIII век
С кончиной патриарха Адриана ушла эпоха допетровского благочестия. Включение церкви в бюрократический аппарат государства создавало не лучшие условия для расцвета духовной жизни. Так, в 1738 г. трое кизических монахов были биты плетьми за нарушение «реестра» (установлений относительно поминовения лиц императорского дома, со замысловатыми длинными титулами, которые часто менялись; и чинопоследований в «викториальные и поминальные дни» — тезоименитства и рождение наследников и т. д.), в 1740 г. за опоздания с присягой новому государю монахи были оштрафованы на огромную по тем временам сумму в 30 руб.
Накануне реформы 1764 года братия монастыря состояла из 9 человек: архимандрит, 1 иеромонах, 3 иеродьякона, 4 монаха — всего 9 человек. Также по обычаю, заведённому Петром Первым, в монастырях селили солдат-инвалидов, за отсутствием специальных заведений подобного рода в России в ту эпоху. В Кизическом монастыре также проживал «на пропитании» 1 отставной солдат, которому выделялось по штату 5 руб. 49 коп. После реформы 1764 года около половины всех российских монастырей были закрыты, все монастырские земли конфискованы, а оставшиеся монастыри поделены на три класса или выведены за штат. Кизический монастырь получил статус третьеклассного необщежительного монастыря. В необщежительных монастырях каждый из братии мог иметь собственность и получал небольшое государственное жалование «по штату». В третьеклассных монастырях не позволялось иметь более 12 человек братии вместе с послушниками.

### XIX век
В 30-е гг. XIX века при архимандрите Гурии материальное благополучие монастыря временно улучшилось, благодаря чему стало возможным провести строительные работы, но впоследствии доходы снова падают, во много раз уступая другим монастырям.
Из казанского уездного казначейства Кизическому как третьеклассному монастырю ежегодно выделялся штатный оклад в размере 414 руб. 19 коп. (в конце XIX в. — 668 руб. 58 коп.). Нештатные доходы монастыря также были невелики: в 1812 г. 991 руб. 10 коп., в 1813 г. — 1241 руб. 98 коп. (из них 500 руб. — сбор от хождения с иконой Кизических мучеников), в 1830 г. — уже 2163 руб. 56 коп.
В XIX — до начала XX вв. свет на внутреннюю жизнь монастыря проливают регулярные отчеты в консисторию.
В XIX веке, особенно со второй половины, постепенно ослабляются ограничения екатерининской реформы, в монастыри все чаще начинают принимать послушников с формулировкой «сверх штата на своём содержании», что способствовало росту братии. За счет частных пожертвований начинают вновь формироваться монастырские владения.
Монастырь окружал старинный сосновый бор (сейчас Парк химиков), у подножия которого с южной и юго-восточной стороны текла речка Комаровка, сейчас исчезнувшая, рядом с монастырем был расположен пруд. Благодаря живописному местоположению монастырь иногда служил загородной резиденцией казанских архиереев. До того как «архиерейская дача» была перенесена в Воскресенский Новоиерусалимский монастырь в 1781 году, у разных казанских владык были свои любимые места для летнего отдыха — Раифская пустынь у митрополита Тихона, Седмиозерная пустынь у митрополита Вениамина, где в 1780-е гг. он провёл свои последние годы жизни на покое. Кизическая обитель, самая близкая из них к Казани, впервые была избрана в качестве летней резиденции митрополитом Маркеллом (1690—1699 гг.) — преемником владыки Адриана.
С 1865 по 1868 год в монастыре на покое жил архиепископ казанский Афанасий (Соколов).
С 1873 года монастырь стал резиденцией епископов Чебоксарских, вторых викарных епископов Казанской епархии.
Архиерейское попечение безусловно способствовало благоукрашению монастыря. Большое значение для строительства монастыря также играли пожертвования на помин души состоятельных казанцев — кизический некрополь начал складываться с самого основания обители и в XIX веке обилием высокохудожественных надгробий напоминал некрополь Донского монастыря.
В XIX веке расцвет в монастырской жизни наблюдался при архимандрите Гурии и будущем архиепископе Никаноре Каменском. К 200-летию монастыря удалось собрать 5000 рублей частных пожертвований на ремонт монастыря.
В 1889 году при монастыре открылась церковно-приходская школа, при ней приют для детей-черемис (марийцев). В силу того, что монастырь располагался на Царевококшайской дороге, марийцы, приезжавшие в Казань, всегда посещали Кизический монастырь, а особенно в день перенесения Седмиезерной иконы Богородицы. В остальное время года большую часть прихожан составляли жители Кизической слободы, которых к концу XIX века насчитывалось 950 человек. При монастыре также действовала епархиальная школа псаломщиков.
После секуляризации 1764 года монастырь потерял все свои земельные владения, однако со временем начался повторный процесс накоплений и к 1917 году монастырю принадлежали: 1) Сенные покосы близ самого монастыря в количестве 7 десятин 499 саж. 2) В Казанском уезде близ родового поместья господ Боратынских с. Каймар при речке Щереде 24 дес. 926 саж. пахотной и сенокосной земли. 3) Мукомольная мельница близ дер. Куземкиной на Светлом озере, Свияжского уезда. 4) Рыбные ловли близ деревни Большие Отары, Казанского уезда, в затоне «Соляная Воложка». 5) Два лесных участка — один в 88 десятин, другой в 59 десятин. 6) 116 дес. 1200 саж. пахотной земли в Лаишевском уезде при дер. Тавели-Ходяшевой. В силу немногочисленности братии эти земли сдавались в аренду.

## Архитектурный ансамбль монастыря
Монастырь располагался на небольшой территории: 1 десятина 24 кв. сажени под строениями и двором, ещё 1740 кв. саженей под кладбищем, согласно межевой книге и плану 1795 г. К этой территории примыкал сосновый бор с мачтовыми соснами и с другой стороны луга у речки Комаровки общей площадью 17 десятин 371 кв. саженей «удобной и неудобной земли».
Часть монастырских строений первоначально были деревянными, о чём свидетельствует утраченный впоследствии Диптих, описанный архимандритом Гурием. Главные храмы уже с момента основания в конце XVII века возвели в камне.

### Храм в честь Введения во храм Пресвятыя Богородицы
Бесстолпный теплый  храм в честь Введения во храм Пресвятыя Богородицы (ширина центрального объёма храма 9,5 метров, трапезной — 14 метров) с небольшой шатровой колокольней, выстроенный в переходном от «посадского стиля» к стилю московского барокко, возвышался на 15 саженей (32 метра) над окружавшим монастырь сосновым бором. Введенский собор имел придел во имя свв. девяти Кизических мучеников, который был устроен вместо одноимённой деревянной церкви, построенной в 1688 году. Антиминс придела датируется 1714 годом, видимо, тогда деревянный храм и заменили приделом.
Внешний облик храма складывался из основного высокого объёма, низкой, широкой трапезной и северного придела Девяти мучеников и примыкающей с юго-запада шатровой колокольни, которая на несколько метров уступала в высоте основному объёму храма. Её нижний четверик переходил в восьмерик колокольной площадки, которую увенчивал каменный шатер с двумя рядами узких оконцев-слухов. Декор храма состоял из фигурных наличников, пучков колонн по углам, колончатого фриза у карниза, все выполнено из лекального кирпича. В стиле московского барокко были выполнены окна-розетки с северной и южной стороны, такие же, как в Евдокиинской церкви Казани и Константино-Еленинской церкви Свияжска.
В 1891 году придел Кизических мучеников был обновлен: 3-ярусный иконостас в 5 икон был выдвинут вперед на 2 метра, придел сделали теплым, отделив от основного объёма холодного храма стеклянной аркой, для чего стекла пожертвовал купец А. М. Хохряков с Кужерского стеклянного завода.
5-ярусный иконостас Введенского собора в 9 икон шириной напоминал сохранившийся в Петропавловском соборе Казани. Пышная барочная позолоченная резьба имела бирюзовый фон, царские врата с прорезной резьбой, 6 икон на царских вратах в серебряных ризах. Иконостас несколько раз поновлялся: в 1833 году — известным казанским резчиком Матвеем Поляковым, 1891 году — мастером В. Н. Паньковым и живописцем С. Я. Спиридоновым. Иконостас имел традиционную иконографическую схему: местный нижний ряд, выше — круглые праздничные иконы в картушах, ещё выше деисусный, пророческий и праотеческий чин. Более поздние влияния сказались в размещение треугольной иконы «снятия с креста» в верхнем ярусе и образа распятия с предстоящими в качестве завершения иконостаса.
В местном ряду находились самые почитаемые иконы: образ Богоматери «Всех Скорбящих Радость» с серебряной ризой весом 12 фунтов (ок. 5 кг) на 1500 рублей, пожертвованных Татьяной Хворовой в 1841 г. Храмовая икона Спаса у Царских врат также пребывала в драгоценной ризе на средства одного из главных благотворителей монастыря известного казанского купца Петра Котелова (1831 г.).
Фряжские мотивы сказались и в программе росписи храма: в куполе вместо Вседержителя была фреска «Коронования Богородицы». Далее фрески выглядели так: под куполом свв. Евангелисты. На северной стене — страдания мучеников Кизических, а также свв. Кирилл и Мефодий, свв. Князья Владимир и Александр Невский; на самом верху — свв. Гурий, Варсонофий и Герман Казанские.
На западной стене: св. пророк Даниил со львами и праведный Иов, Преображение Господня, выше — царь Давид и первосвященник Аарон. На южной стене — Введение во храм Пресвятой Богородицы, преподобные Антоний и Феодосий Печерские, святители Алексий Московский, Мелетий Антиохийский, выше — Василий Великий, Григорий Богослов и Иоанн Златоуст.
В одном из трёх больших киотов в трапезной части храма находился Нерукотворный образ Спаса — точная копия с одной из древних хоругвей, найденных в кладовой незадолго до юбилея монастыря в 1891 г. В двух других киотах — иконы Пресвятой Богородицы и Киево-Печерских святых.
В 1930-е Введенский собор снесли.

### Храм во имя св. князя Владимира
Одновременно с Введенским в стиле раннего барокко был возведен надвратный теплый храм во имя св. князя Владимира, храм сохранился до наших дней. Современный облик храма несёт следы позднейших переделок, волны барочного фронтона прерваны позднейшими оконными проемами, в 1917 году П. М. Дульский писал: «К сожалению, невежественные переделки храма значительно испортили его внешность, так как реставраторы, не считаясь с общей композицией фасада, прибавили окна, где им вздумалось, отчего общая гармония художественного облика храма заметно нарушена». Восьмерик (или в терминологии барочной архитектуры «фонарь») Владимирского храма имеет вытянутую, вписанную в овал форму, однако архитектором удалось создать оптически правильную форму восьмерика.
В храме помещался 3-ярусный иконостас 1833 года в 5 икон шириной: над местным рядом во втором ярусе находились иконы Св. Троицы (над Царскими вратами), Неопалимой Купины, праздников: Рождества, Крещения и Сретения Господня, 3-й ярус состоял из одной иконы Тайной Вечери, увенчанной Распятием с предстоящими.
В 1821—1838 годах по проекту Петонди был отстроен 3-этажный братский корпус, примыкающий к надвратному храму св. Владимира. На первом этаже размещались кладовые, на втором братские кельи, на третьем — настоятельские покои.
Эти два храма составили ядро монастырского ансамбля, которое дополнялось в последующие столетия.
Изначально в западной части монастыря также существовал  храм во имя св. первомученика Стефана, который в 1833 году был разобран за ветхостью и на его месте была возведена Успенская церковь.
В описях 1739 и 1746 года также упоминается  храм св. Иоанна Златоуста, но в последнем документе он уже зачеркнут, видимо храм был уничтожен пожаром 1745 года.
В XVIII—XIX веках вокруг монастыря была выстроена каменная ограда с башенками.
В 30-40-е года XIX века в монастыре начался следующий этап активного строительства под руководством нового настоятеля известного миссионера архимандрита Гурия (1830—1845).
Для монастырей в XIX веке по всей России характерно стремление возводить огромные по высоте колокольни, как в Троице-Сергиевой и Киево-Печерской лавре.

### Колокольня
В 1835—1837 годах по проекту архитектора Фомы Петонди была возведена 5-ярусная колокольня высотой 26 саженей (53,56 м с крестом; (для сравнения — высота башни Сююмбике − 58 метров), которая вплоть до постройки колокольни Богоявленского собора на ул. Проломной (Баумана) в начале 20 века, оставалась самой высокой в Казани, Кизический монастырь приобрел облик, соответствующий своему изначальному статусу казанской лавры. Первый ярус колокольни был проходным, служил западными воротами в монастырь, на трех следующих ярусах висели колокола, на последнем ярусе размещалась смотровая площадка, огороженная железной решеткой. В краеведческой литературе этот памятник называли «колокольней Петонди». Вслед за кизической многоярусные высокие колокольни выросли и в других казанских монастырях: в 1861 г. — в Спасо-Преображенском монастыре, в 1876 г. — в Седмиезерном, в 1903 г. — в Раифском, единственная уцелевшая.
В 1840 году на средства купца Петра Котелова был отлит самый большой колокол новой колокольни весом 357 пудов (5,7 тонн), который размещался на 3 ярусе. на четвёртом ярусе — колокол весил 127 пудов и 12 фунтов (2.033 кг). Всего на колокольне было 12 колоколов. Петр Котелов также пожертвовал средства и на самый большой колокол соседнего Зилантова монастыря.

### Церковь Успения Пресвятой Богородицы
В 1882 году купец М. Н. Вениаминов-Башарин пожертвовал 3112 рублей на строительство при западных вратах, рядом с колокольней Петонди (в 3-4 саженях от неё), небольшой (2,5 сажени — 5,5 на 5,5 метров) привратной теплой церкви Успения Пресвятой Богородицы, так что люди могли заходить в храм прямо с улицы, не через территорию монастыря. Успенский храм построили на месте, где ранее находилась церковь св. Первомученика Стефана, разобранная в 1833 из-за ветхости.
«Храмоздатель и украситель церкви» Матвей Николаевич Вениаминов-Башарин также пожертвовал 1000 рублей на утварь. Храм стилистически был выдержан в формах классицизма: на большом полусферическом куполе был поставлен небольшой «барабан», увенчанный маковкой. Вход в церковь со стороны ограды у Царевококшайской дороги представлял собой арочный портал, который с каждой стороны поддерживали по две колонны. Интерьер храма архиепископ Никанор описал так: «Иконостас небольшой и недорогой, но план его и живопись достойны похвалы, так как здесь в немногих священных изображениях совмещено всё существенное. То же должно сказать и об алтарных стенных украшениях и обо всех прочих частях храма и его принадлежностях, подсвечниках и тому подобном».
После 1917 г. храм Успения снесли.
В 1892 году праздновался двухсотлетний юбилей монастыря. К этой дате Никанор Каменский (архиепископ Казанский и Свияжский с 1908 года по 1910 год), в то время викарный Чебоксарский епископ и по должности был настоятель Кизического монастыря, где находилась резиденция, написал и издал подробнейшую до мельчайших деталей историю монастыря, с описанием всех его храмов, зданий и монастырского некрополя.
Владыка Никанор на достаточно высоком археографическом уровне изучил и ввел в научный оборот многочисленные документы и грамоты XVI—XVII вв из архивов Кизического и Спасо-Преображенского монастыря (Владенные грамоты Казанского Спасо-Преображенского монастыря // Известия Общества археологии, истории и этнографии при Казанском университете. — Казань, 1893. — Т. 11. — Вып. 1; Вотчины и угодья Кизического Казанского монастыря. — Там же.).

### Часовня
К двухсотлетнему юбилею за оградой монастыря (где сейчас пролегает проезжая часть улицы Декабристов) была возведена небольшая (4 на 4 м, высотой 10 м) часовня. День юбилейных торжеств (29 апреля) совпал со случаем спасения наследника престола цесаревича Николая Александровича, будущего царя Николая II от покушения в городе Оцу в Японии. Кизическая часовня стала памятником этому событию.
В монастыре существовала ещё одна часовня над колодцем. К юго-востоку от надвратной Владимирской церкви издревле находился «колодезь с весьма доброкачественной водой, коею пользуются, кроме монастыря, с давних пор слободские жители и все проезжающие и проходящие невозбранно». Когда над колодцем соорудили первую часовню, неизвестно, но уже к 1831 г. она обветшала и её заменили новой («тогда же она была расписана внутри стенной живописью»).
Также при монастыре имелись конный и скотный дворы, баня, каменный амбар, плодоносящий сад, деревянная кузня.

## Монастырь в советский период
После революции монастырь был закрыт, разорён и осквернён. К 1930-м годам разрушена основная часть ансамбля, исчезло с лица земли кладбище — ныне это территория парка химиков.
После переворота 1917 года в монастыре — в качестве дозволенной властями трудовой общины — некоторое время жили девятеро насельников во главе с иеромонахом Иннокентием (Ковтуном). В ограде монастыря разместили колонию для несовершеннолетних (1918—1921), а с внешней стороны устроили ЗАГС.
23 февраля 1922 года ВЦИК издал декрет об изъятии церковных ценностей. Эхом этого постановления стали события, произошедшие в монастыре три года спустя.
К 1926 году, когда общину возглавлял иеромонах Палладий (Шерстенников), НКВД в поисках формального повода для расторжения договора с общиной обнаружило в монастыре «сокрытые церковные ценности» в количестве 15 предметов (серебряные сосуды и кресты и малиновую бархатную митру, шитую золотом), в связи с чем прокурору АТССР были переданы все материалы для привлечения виновных к уголовной ответственности, с последующем обращением горчасти НКВД в горсовет с вопросом о расторжении договора. Событие ускорило возбуждение уголовного дело против двух иеромонахов. Кизический и Зилантов монастырь изъяли из ведения музейной комиссии и передали ГКХ, монастырская община была низведена до статуса приходского храма.
В 1929 году вышел секретный циркуляр председателя ОГПУ Генриха Ягоды, по которому предписывалось массовое закрытие церквей и монастырей по всей стране. 6 ноября 1929-го на пленуме Заречного райсовета слушали доклад о 12-й годовщине революции. Праздничную дату решили отметить активным строительством, для чего решили снести две мечети и два храма, в том числе собор Кизического монастыря и церковь в Ягодной слободе, из кирпича которых решили построить баню. Мечети обратили в «детские очаги». Предварительно проводили собрания на заводах Заречья, где швеи и пороховщики «единогласно» голосовали за снос монастыря. На комсомольском субботнике 29 апреля 1929 года разобрали колокольню.
В 1931 году остатки монастырского комплекса передали для окончательного разрушения организации «Татстрой», однако активные протесты музейного отдела, обращения в ТатЦИК и горсовет с требованием сохранить памятник XVII века позволили сохранить надвратную церковь и братский корпус. Вплоть до конца 1990-х годов в этих зданиях находился районный военный комиссариат.
Остатки кизической общины перешли в общину Смоленско-Седмиезеерной церкви.

## Святыни монастыря
Среди святынь, почитавшихся в монастыре до революции — чудотворная икона свв. девяти Кизических мучеников : Феогнида, Руфа, Антипатра, Феостиха, Артемы, Магна, Фавмасия, Феодота и Филимона с девятью частицами их св. мощей, привезенных в Россию при Царе Михаиле Феодоровиче и присланых в Казань патриархом Адрианом, Кизический образ Божией Матери , написанный на полотне и наклеенный на доску древнего выскокохудожественного письма. На Кизической иконе Богородицы Богоматерь держит Отрока на левой руке, а правую положила на стол со стоящей на нём Чашей. Младенец как бы в страхе отклоняется от Чаши, иконографически передавая евангельские слова: «Отче Мой! если возможно, да минует Меня чаша сия…» (Мф. 26, 39). Также почиталась Виленская икона Божией Матери «в серебряной ризе с жемчугами и аметистами», находившаяся, по описанию владыки Никанора, в местном ряду иконостаса, атласный антиминс, присланный патриархом Адрианом, два напрестольных креста-реликвария с частицами св. мощей и частью древа Креста Господня, привезенных первым настоятелем монастыря «протоктитором Казанской Кизической лавры» Стефаном Сахаровым из Палестины, один из этих крестов от 1690 г.
Для мощей девяти мучеников кизических был устроен 7-фунтовый киот в серебряной ризе (на верху ризы — чеканное изображение Христа и 9 мученических венцов и текст тропаря свв. мученикам); сам ковчежец в 2-3 вершка был вделан в центр ризы, на двух его дверцах было написано: «Сей ковчег с мощами свв. девяти мучеников устроен сего ради да носится в домы благочестивых христиан» и «…идеже молебное пение и водоосвящение бывает в приятие благодати Божия к здравию немоществующих». Сами 9 частиц мощей в ковчежце были вделаны в кипарисовую доску и залиты воскомастикой, также в доску была врезана частица древа Животворящего Креста Господня; внизу же ризы помещался ещё один ковчежец: «кость от локтя святаго мученика Руфа». Киот вкладывался в икону с изображением страданий Кизических мучеников, для которой в 1786 г. также была сделана серебряная риза, а во время крестных ходов вынимался из иконной доски.

## Возрождение монастыря
27 декабря 2001 года глава администрации Казани Камиль Исхаков подписал постановление о передаче комплекса Кизического монастыря Казанской епархии Русской православной церкви Московского патриархата. Вначале была передана горевшая незадолго до этого Владимирская церковь. 4 января 2002 года наместником Кизического монастыря был назначен архимандрит Даниил (Могутнов), 18 января 2002 года на Крещение прошло первое богослужение.
9 января 2003 года монастырь посетил президент республики Минтимер Шаймиев. Он встретился с архиепископом Казанским и Татарстанским Анастасием и архимандритом Даниилом и обсудил детали передачи монастырского комплекса. Шаймиев посетил также некрополь монастыря и предложил возвести на некрополе мемориальную стену, на которой были бы увековечены имена всех известных личностей, упокоившихся на Кизическом некрополе.
На Кизическом некрополе была символически восстановлена могила деда Льва Толстого — казанского губернатора Ильи Толстого (1757—1820). У входа в парк был установлен памятник в виде креста и аналоя с раскрытой книгой, на основании которого написано: «Некрополь Кизического Введенского мужского монастыря XVII—XIX вв. Погребено более трёх тысяч человек».
В 2006 году после очередного пожара состоялся полный вывод районного военкомата.
В 2008 году из монастыря была похищена Седмиезерная икона Богородицы, которой архиепископ Анастасий благословил возрождение обители. Однако похищенная икона была быстро возвращена настоятелю.
В ноябре — декабре 2009 года при строительстве газопровода на улице Правосудия, на которой расположен монастырь, фасад братского корпуса и надвратной Владимирской церкви дал трещины. Возникла угроза обрушения стен. После вмешательства жителей Казани и местного телевидения работы по прокладке газовых труб были остановлены.
В настоящее время активно идут реставрационные и строительные работы, а в храме святого князя Владимира ежедневно проводятся утренние и вечерние службы.

## Настоятели монастыря
- Иероним (Фармаковский) (1765—1766)
- Ювеналий (Смирнов) (1775—1785)[6]
- Амвросий (Яковлев-Орлин) (1785—1790)
- Варсонофий (Охотин) (1864)
- Борис (Шипулин) (1915—1918)